# Габрієль і гора
«Габрієль і гора» (порт. Gabriel e a montanha) — бразильсько-французький фільм-драма 2017 року, поставлений режисером Фелліпе Гамарано Барбозою. Стрічка брала участь в секції Міжнародний тиждень критиків на 70-му Каннському міжнародному кінофестивалі (2017) та отримала кілька нагород. У липні 2017 року фільм брав участь у міжнародній конкурсній програмі 8-го Одеського міжнародного кінофестивалю у змаганні за головний приз — Золотий Дюк .

## Сюжет
Перед вступом до престижного американського університету Габрієль Бухман вирішує помандрувати світом, даючи собі на це рік. Через дев'ять місяців дороги з одним лише рюкзаком за плечима, повний мрій і вражень про різні країни, він прибуває в Кенію, щоб відкрити для себе африканський континент. Кінцевий пункт призначення Габрієля — гора Мулань в Малаві.

## У ролях
| • Жоао Педро Заппа | … | Габрієль Бухман |
| • Карол Абрас      | … | Кріс            |
| • Алекс Алембе     | … |                 |
| • Рашиді Атсуман   | … |                 |
| • Джон Гудлак      | … |                 |
| • Люк Мпата        | … |                 |

## Знімальна група
- Автори сценарію — Філліпе Барбоза, Кирило Міхановський, Лукас Парайсо
- Режисер-постановник — Філліпе Гамарано Барбоза
- Продюсери — Роберто Берлінер, Йоганн Корну, Родрігу Летьєр, Клара Лінгарт
- Співпродюсери — Ремі Бура, Вінчо Нчогу, Олів'є Пере
- Виконавчий продюсер — Мауро Піццо
- Оператор — Педро Сотеро
- Монтаж — Тео Ліхтенбергер
- Художник по костюмах — Габрієла Кампос
- Артдиректор — Ана Паула Кардосо

## Нагороди та номінації
| Список нагород та номінацій         | Список нагород та номінацій | Список нагород та номінацій                   | Список нагород та номінацій | Список нагород та номінацій | Список нагород та номінацій |
| Кінопремія                          | Дата церемонії              | Категорія                                     | Номінант(и)                 | Результат                   | Дж                          |
| ----------------------------------- | --------------------------- | --------------------------------------------- | --------------------------- | --------------------------- | --------------------------- |
| Каннський міжнародний кінофестиваль | 17-28.05.2017               | Приз Міжнародного тижня критиків              | Габрієль і гора             | Номінація                   |                             |
| Каннський міжнародний кінофестиваль | 17-28.05.2017               | Нагорода France 4 Visionary                   | Габрієль і гора             | Перемога                    | [ 2 ]                       |
| Каннський міжнародний кінофестиваль | 17-28.05.2017               | Нагорода Фонду Гана для підтримки дистрибуції | Габрієль і гора             | Перемога                    | [ 2 ]                       |
| Одеський міжнародний кінофестиваль  | 2017                        | Золотий Дюк                                   | Габрієль і гора             | Номінація                   | [ 3 ]                       |